# Острова Пур-Найтс
Пур-Найтс (англ. Poor Knights Islands) — маленькая группа островов в южной части Тихого океана.
Находятся у северо-восточного побережья Северного острова Новой Зеландии. Расположены в 25 км от побережья. Является территорией Новой Зеландии.
Имеют общую площадь около 25 км². Состоят из двух крупных (Тауайти-Рахи (151,5 га) и Аоринджи (101 га)) и ряда мелких островов. Поднимаются в своей высшей точке на 240 м над уровнем моря и имеют вулканическое происхождение.
На островах встречаются Deinacrida fallai — редкие и крупные (до 7 см) прямокрылые насекомые.
Острова необитаемы примерно с 1820 года и являются частью природного заповедника.